# بنجامين إتش. بروستر
بنجامين إتش. بروستر هو محامي وسياسي أمريكي، ولد في 13 أكتوبر 1816 في سالم في الولايات المتحدة، وتوفي في 4 أبريل 1888 في فيلادلفيا في الولايات المتحدة. نشط حزبياً في الحزب الجمهوري. وقد انتخب نائب عام الولايات المتحدة.